# Xã Taylor, Quận Blair, Pennsylvania
Xã Taylor (tiếng Anh: Taylor Township) là một xã thuộc quận Blair, tiểu bang Pennsylvania, Hoa Kỳ. Năm 2010, dân số của xã này là 2.465 người.